# 青潭溪
青潭溪位於台灣北部，屬於淡水河水系，為新店溪的支流，全長約9.75公里，流域分佈於新北市新店區東偏北部與石碇區西部一小部分。發源石碇鄉境內二格山（石尖山）與雷公埤山之間的鞍部，向西流經蕃薯寮、十分子、雙坑、稻子園坑，於青潭注入新店溪。
清潭溪支流楣子寮溪上游為銀河洞，有銀河洞越嶺登山步道，可通往臺北市文山區樟湖、貓空一帶。